# Championnat d'Afrique du Nord des nations de football des moins de 23 ans
Le Championnat d'Afrique du Nord des nations de football des moins de 23 ans est une compétition de football réunissant les pays d'Afrique du Nord. La compétition est organisée par l'Union nord-africaine de football (UNAF). Certaines sélections n'appartenant pas à l'UNAF sont invitées à ce tournoi comme l'Arabie saoudite ou le Cameroun.

## Palmarès
| 2006 | Libye   | Libye           | mini-championnat | Algérie | Égypte   | mini-championnat | Tunisie |
| 2007 | Tunisie | Algérie         | 0 – 0 6 – 5 tab  | Tunisie | Maroc    | 2 – 0            | Libye   |
| 2010 | Maroc   | Algérie         | mini-championnat | Maroc   | Cameroun | mini-championnat | Libye   |
| 2011 | Maroc   | Arabie saoudite | mini-championnat | Algérie | Maroc    | mini-championnat | Niger   |
| 2015 | Algérie | Reporté         | Reporté          | Reporté | Reporté  | Reporté          | Reporté |

## Bilan par pays
| Équipe          | Vainqueur      | Finaliste      | Troisième place | Quatrième place |
| Algérie         | 2 (2007, 2010) | 2 (2006, 2011) | -               | -               |
| Libye           | 1 (2006)       | -              | -               | 2 (2007, 2010)  |
| Arabie saoudite | 1 (2011)       | -              | -               | -               |
| Maroc           | -              | 1 (2010)       | 2 (2007, 2011)  | -               |
| Tunisie         | -              | 1 (2007)       | -               | 1 (2006)        |
| Égypte          | -              | -              | 1 (2006)        | -               |
| Cameroun        | -              | -              | 1 (2010)        | -               |
| Niger           | -              | -              | -               | 1 (2011)        |